# Обиково
Оби́ково (рос. Обыково, чув. Упукушкăнь) — присілок у Чувашії Російської Федерації, у складі Штанаського сільського поселення Красночетайського району.
Населення — 96 осіб (2010; 151 в 2002, 297 в 1979, 516 в 1939, 518 в 1927, 397 в 1897, 309 в 1870). Національний склад — чуваші, росіяни.
Національний склад (2002):
- чуваші — 99 %

## Історія
Історичні назви — Упакаси, Кадікаси. До 1835 року селяни мали статус державних, до 1863 року — удільних, займались землеробством, тваринництвом, виробництвом коліс. 1931 року створено колгосп «Жнейка». До 1920 року присілок входив до складу Атаєвської волості Курмиського повіту (у період 1835–1863 років — у складі Атаєвського удільного приказу), до 1927 року — до складу Атаєвської волості Ядринського повіту. З переходом на райони 1927 року — спочатку у складі Красночетайського, у період 1962–1965 років — у складі Шумерлинського, після чого знову переданий до складу Красночетайського району.

## Господарство
У присілку діють клуб, фельдшерсько-акушерський пункт, стадіон та магазин.